# Херикс (Њујорк)
Херикс (енгл. Herricks) насељено је место без административног статуса у америчкој савезној држави Њујорк.

## Демографија
По попису из 2010. године број становника је 4.295, што је 219 (5,4%) становника више него 2000. године.
| Група             | 2000.         | 2010.         |
| Белци             | 2.855 (70,0%) | 2.137 (49,8%) |
| Афроамериканци    | 12 (0,3%)     | 21 (0,5%)     |
| Азијати           | 994 (24,4%)   | 1.857 (43,2%) |
| Хиспаноамериканци | 170 (4,2%)    | 169 (3,9%)    |
| Укупно            | 4.076         | 4.295         |